# Grammatica descrittiva
La grammatica descrittiva è la branca della grammatica che descrive come agisce la lingua. Si occupa non solo della lingua scritta ma anche della lingua parlata, inglobando così quelle costruzioni che dalle grammatiche normative non sarebbero mai prese in considerazione, come ad esempio quelle della dislocazione.
La grammatica descrittiva si differenzia dalla grammatica prescrittiva nota anche come grammatica normativa, in quanto la prima tende a spiegare le forme grammaticali che via via si evolvono,  mentre la seconda tende a fissare gli usi e le regole per spiegare come si utilizzano le regole esistenti.